# Ayizi jezik
Ayizi jezik (ISO 639-3: yyz), novopriznati, gotovo izumrli jezik sinotibetske porodice, kojim još govori svega oko 50 osoba (2007) u selu Aimalong u kineskoj provinciji Yunnan, distrikt Beidacun. Ostali žive po drugim selima okruga Shilin.
Etnička grupa Ayizi kulturno i lingvistički asimilira se u Han Kineze, a sačuvali su svoj poznati običaj festivala baklji u Kamenoj šumi Shílín u Shilinu. Jedan je od 17 sjevernih ngwi jezika.